# Pro Tools

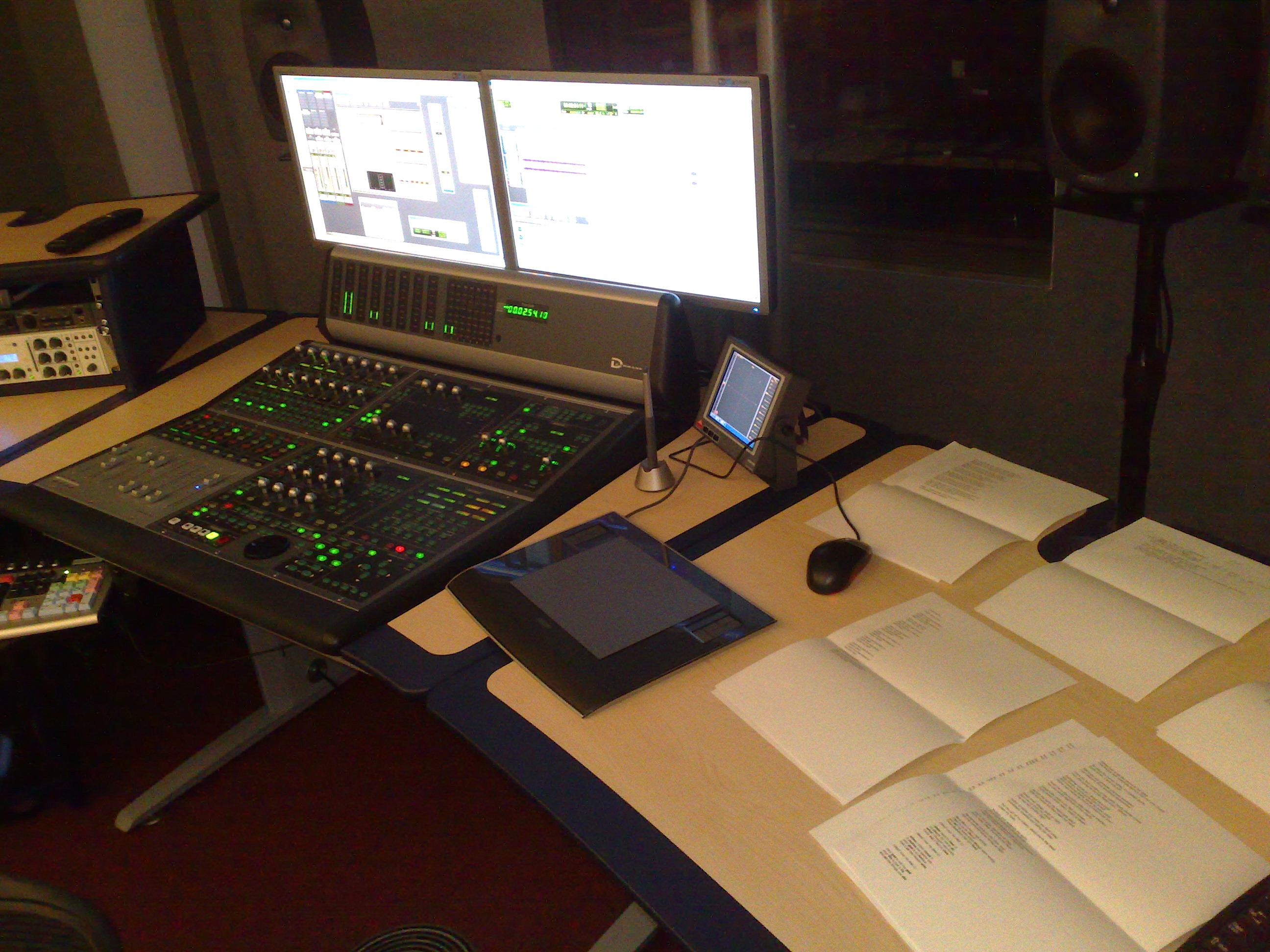
Stanowisko z programem

Pro Tools – cyfrowa stacja robocza do obróbki dźwięku, stworzona przez firmę Digidesign, należącą obecnie do korporacji Avid. System, w zależności od wersji, oparty jest na montowanych wewnątrz komputera kartach DSP wraz z zewnętrznymi interfejsami audio (wersje TDM / HD), albo też – w wersjach LE – wykorzystywane są interfejsy zewnętrzne łączone poprzez USB lub FireWire. Pierwsza wersja systemu ukazała się w 1991 roku. Wcześniej, od 1989 roku, Digidesign rozwijało oprogramowanie Sound Tools.
System jest szeroko stosowany w studiach nagraniowych na całym świecie, zarówno do produkcji muzycznych, postprodukcji filmowej i TV, jak i pracy nad muzyką filmową.
Oprogramowanie pozwala na zaawansowaną rejestrację, edycję i miksowanie wielościeżkowego materiału dźwiękowego oraz MIDI. Umożliwia elastyczną konfigurację wejść, wyjść oraz torów wysyłek, pełną automatykę miksu i korzystanie z wtyczek efektowych w formatach AAX (do wersji 10 RTAS), TDM oraz HTDM. Pro Tools współpracuje również z innymi programami poprzez protokół ReWire.
Cechą charakterystyczną systemu jest integralność oprogramowania i platformy sprzętowej – ProTools linii HD/LE pracuje wyłącznie z interfejsami Digidesign, a linia M-Powered z kartami M-Audio.
System Pro Tools sprzedawany jest w trzech wersjach, wyszczególnionych poniżej.

## Pro Tools HD
- HD 1/2/3 Core Systems (karta PCI)
- HD 1/2/3 Accel Systems (karta PCI-e)
- 192 I/O (interfejs audio: 8 wejść analogowych + 8 wejść cyfrowych; 8 analogowych + 8 cyfrowych wyjść, obsługuje do 192 KHz)
- 192 Digital I/O (interfejs audio:16 wejść cyfrowych; 16 wyjść cyfrowych)
- 96 I/O (interfejs audio: 8 wejść analogowych + 8 8 wejść cyfrowych; 8 analogowych + 8 cyfrowych wyjść, obsługuje do 96 KHz)
- 96i I/O (16 wejść analogowych; 2 wyjścia analogowe, obsługuje do 96 KHz)
- Pre I/O (8 kanałowy pre-amp)
- SYNC I/O (synchronizer kodu czasowego)
- MIDI I/O (10 kanałowy interfejs MIDI)

## Pro Tools LE
Interfejsy FireWire / USB:

- 003
- 003 Rack
- Digi 002
- Digi 002 Rack
- Digi 001 (kompatybilny tylko z Pro Tools LE 5.0-6.4)
- Mbox 3 Pro
- Mbox 3
- Mbox 3 Mini
- Mbox 2
- Mbox 2 Pro
- Mbox 2 Mini
- Mbox 2 Micro
- Mbox 1

## Pro Tools M-Powered
Współpracuje z wybranymi urządzeniami firmy M-Audio:

- Audiophile Series
- Delta Series
- Fast Track Pro
- Fast Track USB
- FireWire 1814
- FireWire 410
- FireWire Solo
- Black Box
- Ozone
- MobilePre USB
- Ozonic
- Profire 610
- ProjectMix I/O
- NRV10
- ProFire Lightbridge
- Transit